# Hyatt Regency Denver at the Colorado Convention Center
Hyatt Regency Denver at the Colorado Convention Center − wieżowiec w Denver, w stanie Kolorado, w Stanach Zjednoczonych, o wysokości 149 m.
Jego budowę rozpoczęto w 2003 roku, a zakończono w 2005 roku. Budynek posiada 38 kondygnacji. Mieści się w nim hotel Hyatt i restauracja. Koszt inwestycji wyniósł 354,8 mln dolarów.